# كين لوكاس (لاعب كرة قدم أمريكية)
كين لوكاس (بالإنجليزية: Ken Lucas)‏ هو لاعب كرة قدم أمريكية أمريكي، ولد في 23 يناير 1979 في كليفلاند في الولايات المتحدة.

## وصلات خارجية
- كين لوكاس على موقع مرجع كرة القدم المحترفة.كوم (الإنجليزية)